# Sous le signe du Capricorne
Sous le signe du Capricorne (svenska: 'Under Stenbockens vändkrets') är ett franskspråkigt seriealbum. Det utgavs första gången 1971 under titeln Corto Maltese men är mer känt via senare utgåvor under namnet Sous le signe du Capricorne. Albumet samlar de sex första korthistorierna i Hugo Pratts tecknade serie Corto Maltese, historier som året innan publicerats i olika nummer av den franska serietidningen Pif Gadget. Seriens titelfigur hade några år tidigare presenterats i den längre serieberättelsen Ballata del mare salato (svenska: Balladen om det salta havet). I den historien hade han åtminstone inledningsvis endast fyllt en sekundär roll.
Historierna utspelar sig åren 1916 och 1917 vid östliga kusttrakter i Latinamerika, där Corto Maltese stöter på gamla bekanta, gör nya upptäckter och letar efter skatter. Förutom på franska har seriealbumet även – helt eller delvis – översatts till ytterligare 14 språk. Tre av albumets sex historier har givits ut i svensk översättning, bland annat som albumet Corto Maltese: Äventyr i Karibien (1992).

## Cortos återkomst
I november 1969, vid den femte årliga seriefestivalen i italienska Lucca, blev Hugo Pratt presenterad för Georges Rieu, chefredaktör för den franska serietidningen Pif Gadget. Rieu var intresserad av att börja publicera serier av Pratt på franska, och Pratt bestämde sig då för att låta serien kretsa kring sin seriefigur Corto Maltese. Denna maltesiske sjöman hade redan figurerat i Pratts serieroman Balladen om det salta havet, och Pratt lät Corto växa ut till en tveeggad äventyrshjälte i stil med Joseph Conrads skapelser.

## Handlingen i de sex historierna

### Översikt
Albumet samlar de första sex serieepisoderna i den tecknade serien Corto Maltese. De författades och tecknades av Hugo Pratt och tog berättarmässigt vid där Balladen om det salta havet hade lämnat Corto Maltese och personerna omkring honom 1915. Historierna originalpublicerades således på franska, under följande titlar:
1. "Le Secret de Tristan Bantam" (19 seriesidor, A4-format i fyrstripp)
2. "Rendez-vous à Bahia" (20 seriesidor)
3. "Samba avec Tir Fixe" (20 seriesidor)
4. "L’Aigle du Brésil" (20 seriesidor)
5. "…Et nous reparlerons des gentilshommes de fortune" (20 seriesidor)
6. "À cause d'une mouette" (20 seriesidor)

Historierna utspelar sig i olika delar av Latinamerika, under åren 1916 och 1917. Man besöker Guyana, Brasilien, Honduras och Små Antillerna. Däremot korsar man under historiernas lopp aldrig Stenbockens vändkrets.
Tre av historierna har senare översatts till svenska, medan alla har översatts till danska och norska. I kapitelpresentationerna nedan presenteras de tre förstnämnda under svensk titel.

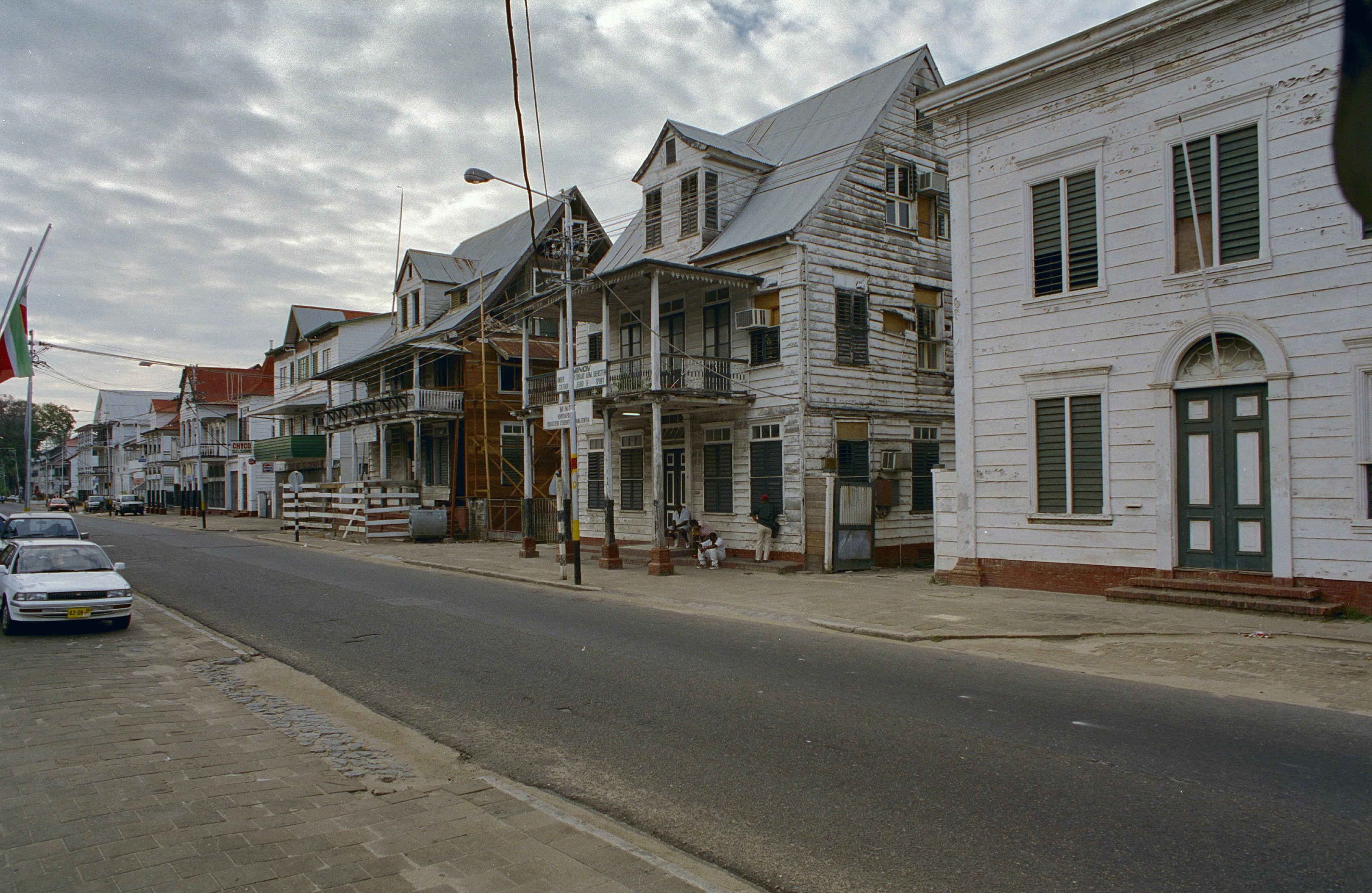
Serien Corto Maltese inleds på en veranda på ett pensionat i Paramaribo, år 1916. Surinams huvudstad har än idag kvar många spår av sitt koloniala förflutna.

### 1. "Tristan Bantams hemlighet"
I den här historien (med originaltiteln "Le Secret de Tristan Bantam") befinner sig fartygskaptenen Corto Maltese inledningsvis på pensionatet hos indonesiskan fru Java, i Nederländska Guyanas centralort Paramaribo. Han lär där känna Jeremiah Steiner, före detta professor vid Prags universitet och numera mer eller mindre slav under alkoholen.
En dag dyker den unge mannen Tristan Bantam upp. Han är i besittning av dokument som hans far, vetenskapsmannen Ronald Bantam, har testamenterat till honom. Tristan vill ha Cortos assistans för att med hjälp av dokumenten kunna ta reda på var den försvunna kontinenten Mu finns. Han återfinner därefter sin halvsyster Morgana, som också hon äger dokument som hon fått överta från sin far. Det visar sig att Morgana även är ägare till rederiet Cie Financière Atlantique, som hon driver med hjälp av den trollkunniga Gyllenmun.
Tristan råkar ut för ett attentat, och Cortos fartyg sätts i brand. Detta får kapten Maltese att inleda efterforskningar om vad som kan ligga bakom allt, och en överlevande lejd mördare överlämnas till polisen. Corto får också reda på att personen bakom mordplanerna inte är någon mindre än hans egen gamle privatlärare, advokat Milner med verksamhet i London. Tristan Bantam köper fru Javas yawl – Dreaming Boy – för att segla till sin syster i Bahia söder om ekvatorn. Han bjuder professorn med på resan och hyr Corto Maltese för att ansvara för seglatsen.

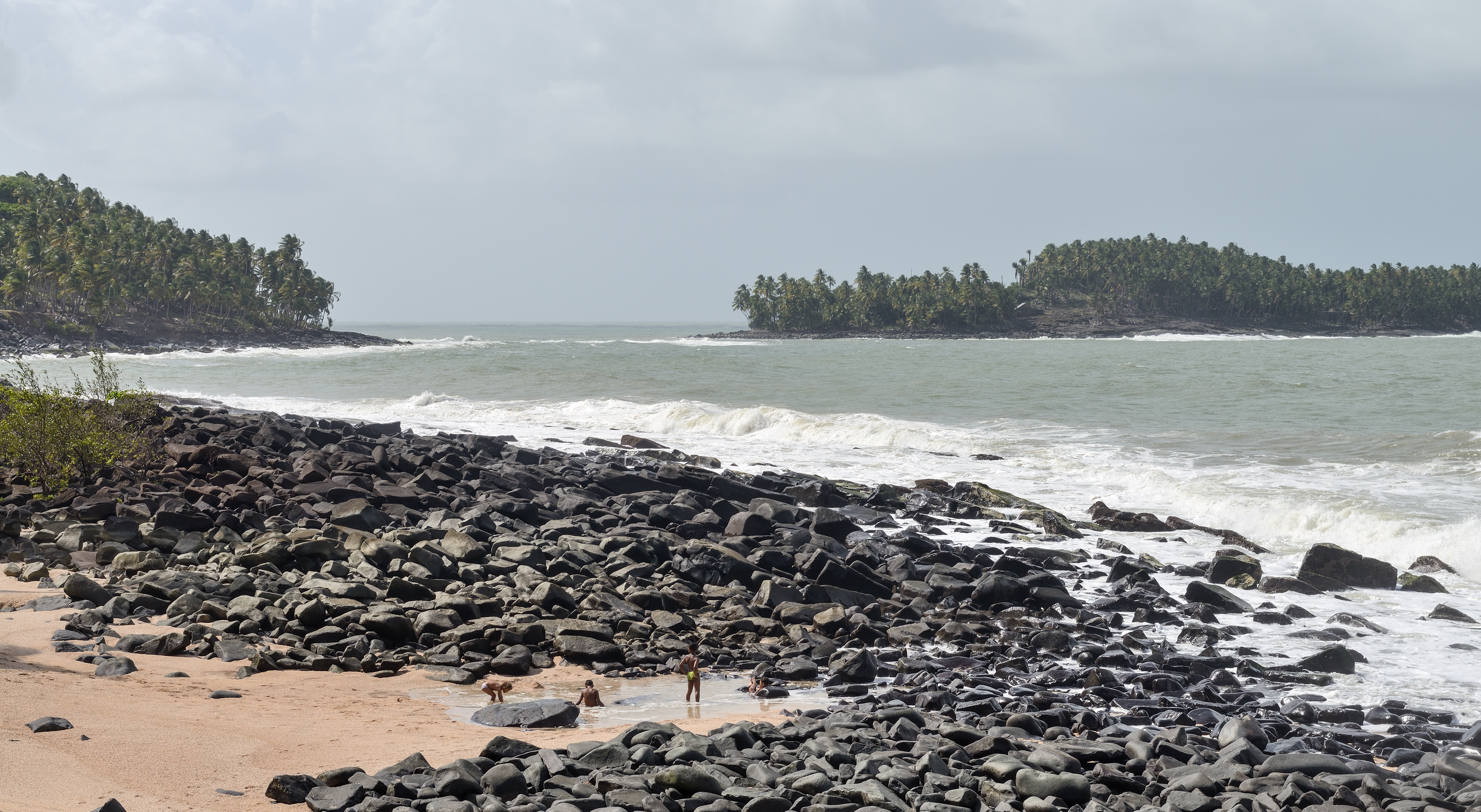
Under den andra episoden ansluter en förrymd straffånge till resesällskapet. Franska Guyana var tidigare platsen för en fångkoloni (Djävulsön, i bakgrunden).

### 2. "Rendez-vous i Bahia"
Historien – den svenska titeln motsvarar den franska "Rendez-vous à Bahia", medan en alternativ svensk översättning blev "Möte i Bahia" – tar vid där den föregående episoden avslutats. Sålunda följer vi seglatsen utefter den franskguyanska kusten, där besättningen efter ett tag uppsnappar hjälpsignaler inifrån land. När de tagit sig i land, lär de känna en förrymd straffånge vid namn Cayenne, som de tar med på resan söderut. Cayenne visar sig också känna advokat Milner, och han vet att Milner är inblandad i affärer av skum karaktär i hela regionen. Cayenne hoppas en dag få tag i Milner, så att han kan hämnas sina gamla vänner som Milner låtit mörda.
Corto är å sin sida övertygad om att advokaten har kopplingar till Tristans far, i samband med ett arv. Enligt Gyllenmun ska Milner befinna sig i Bahia, under tiden som Tristan och Morgana för första gången möter varandra. Faktiskt dröjer det inte länge innan Milner dyker upp framför den unge Bantam, där Corto går emellan. Corto och Milner spelar kort om advokatens slutliga öde, varefter denne överlämnas till den hämndlystne Cayenne.
Vad gäller Morganas dokument, innehåller de ledtrådar för att kunna söka vidare efter kungariket Mu. Corto beslutar sig för att besöka Gyllenmun, på Itapoastranden.

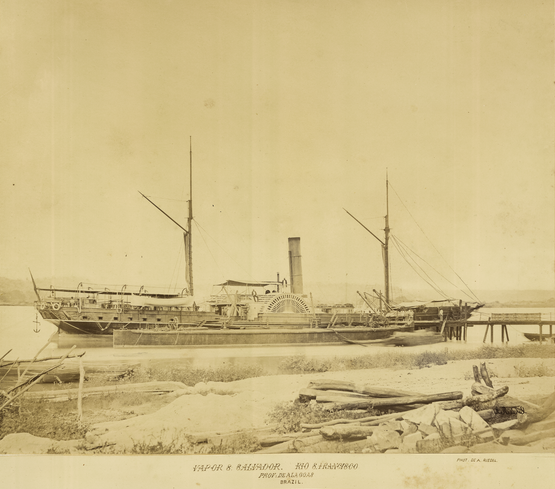
I "Samba med prickskytten" åker Corto & C:o uppför São Francisco-floden i ångbåt, med målet att delta i lokala strider mot en diktatorisk överste.

### 3. "Samba med prickskytten"

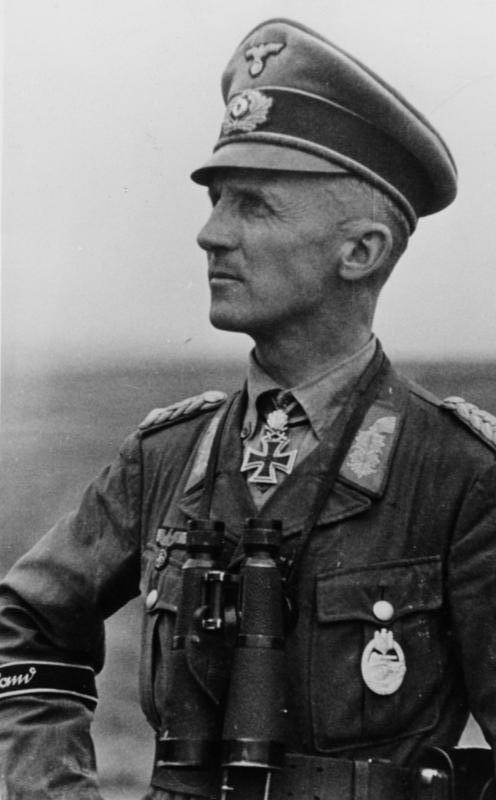
I "L'Aigle du Brésil" träffar man på Hasso von Manteuffel, en tysk baron som senare först skulle bli pansargeneral (se bilden) och därefter västtysk politiker.

När Corto och de andra i början av den här historien (originaltitel: "Samba avec Tir Fixe") och går i land på stranden, väntar dem Gyllenmun. Inom kort föreslår hon att Corto ska gå med på ett affärsförslag. Hennes vänner i det inre av nordöstra Brasilien (Sertão) har inlett en revolt mot en överste som i lag med legosoldater går hårt åt den lokala bondebefolkningen. Hon ber honom, mot en rundlig ersättning, att få använda sig av hans båt för att kunna leverera vapen och pengar till sina vänner.
Därefter styr de båten uppför São Francisco-floden, mot det inre av landet. Efter att en kanonbåt närmat sig, utbryter en eldstrid. Corto räddas dock av ett skott ifrån land, avlossat av lokala banditer. Dessa bordar kanonbåten och tar dess besättning som gisslan. Morgana känner igen deras ledare – "Prickskytten" – som en av hennes gamla vänner. Så de får tillbaka sina vapen och sina pengar.
Corto och hans nyvunna vänner stävar uppför floden i riktning mot överstens egendom. Väl framme avrättar "Prickskytten" översten men blir själv dödligt sårad. Kampen går vidare, eftersom "det dyker alltid upp någon ny överste" och det behövs alltid en prickskytt.
Att kämpa för att nå rättvisa och frihet, sådan är uppdraget som den nye "prickskytten", Corisco de São Jorge, får ta sig an.

### 4. "L’Aigle du Brésil"
(Den här historien är en av de tre albumepisoder som aldrig översatts till svenska. På danska har den översatts som "Ørnen i Brasiliens jungle", på danska som "Ørn i Brasils jungler".)
Efter att de återvänt till Gyllenmun vägrar Corto Maltese att ta emot den utlovade belöningen, eftersom han känner sig medskylig till "Prickskyttens" död. Morgana väntar å sin sida besök: en viss tysk baron – Hasso von Manteuffel. Jeremiah Steiner, Tristan Bantam och Corto Maltese blir inte kvar länge, och de lättar ankar för en seglats norröver, så att Tristan kan återse England och få återuppta sina studier.
Efter några sjömils seglande ser de nära ön Marajó ett tyskt krigsfartyg som väcker deras nyfikenhet. Är fartyget orsaken till att så mycket av Ententens tonnage sänkts i den här delen av Atlanten? Corto bestämmer sig för titta lite närmare och stöter då åter på von Manteuffel, i full färd med att skicka ljussignaler från land mot det tyska fartyget. Corto antar att det rör sig om en kommande bunkring av fartygsbränsle. Mycket riktigt upptäcks därefter ett brasilianskt lastfartyg som närmar sig.
Baron von Manteuffel får via en kontakt inom den brittiska polisen (en sergeant som verkar som agent åt tyskarna) reda på att Gyllenmun och Morgana i sin tur arbetar som affärsspioner åt den brittiska handelsflottan. De lurar tyskarna genom att låtsas erbjuda bunkringstjänster åt tyskarnas krigsflotta. Det tyska fartyget görs manöverodugligt och besättningen tas till fånga.

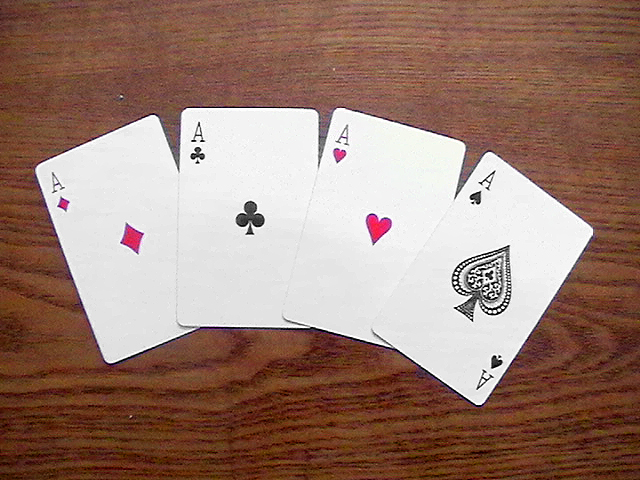
Albumets femte berättelse är en skattjakt kretsande kring fyra ess tillverkade av valfiskben.

### 5. "…Et nous reparlerons des gentilshommes de fortune"
(Den här historien fick titeln "Når vi taler om lykkeriddere…" i den danska översättningen och "Når vi snakker om lykkejegere" i albumutgåvan på norska.)
Sedan resan norrut återupptagits, drar Corto in sällskapet i en skattjakt som inletts två sekel tidigare genom piraten "Barracuda". För att finna skatten behöver man finna fyra kort tillverkade av valfiskben. Vart och ett av korten föreställer ett äss och en fjärdel av lösningen på mysteriet.
Minns Corto den här skatthistorien eftersom de nu befinner sig vid Saint Kitts? Han behöver besöka Basseterre (öns huvudort) för att förära Miss Ambigüité de Poincy ett besök. Barracuda är en av hennes förfäder, och Corto har en tanke med besöket. Han har klöver ess, medan ruteresset är i hennes ägo. Genom henne får Corto reda på att Corto gamla trätobroder Rasputin också har kastat ankar i Basseterre; de två hade skilts åt några månader tidigare, i Panama. Som av en händelse har Rasputin lagt beslag på hjärter ess… Ambigüité (franska för "dubbeltydighet") och Corto besöker Rasputin ombord på dennes skepp, där de får ett ohövligt mottagande. Därefter lyckas de tre lycksökarna dock inleda ett samarbete för att försöka ta reda på betydelsen av sina tre kort. De riktar sedan stäven mot sin "skattkammarö".
När trion går i land märker de att de inte är ensamma på ön. Krutdoften blir så småningom stark, med Ambigüité som ett av dess offer.
På tillbakavägen, efter att ha skilts från Rasputin som styr kosan mot Kuba, tar sig Corto åter ombord på sitt segelfartyg. Han blir varse att Tristan är borta; denne har fortsatt sin resa mot England. Jeremiah överlämnar ett brev från Gyllenmun, ett brev som ankommit under Cortos frånvaro. Och när brevet öppnas, finns det fjärde kortet därinne – spader ess.

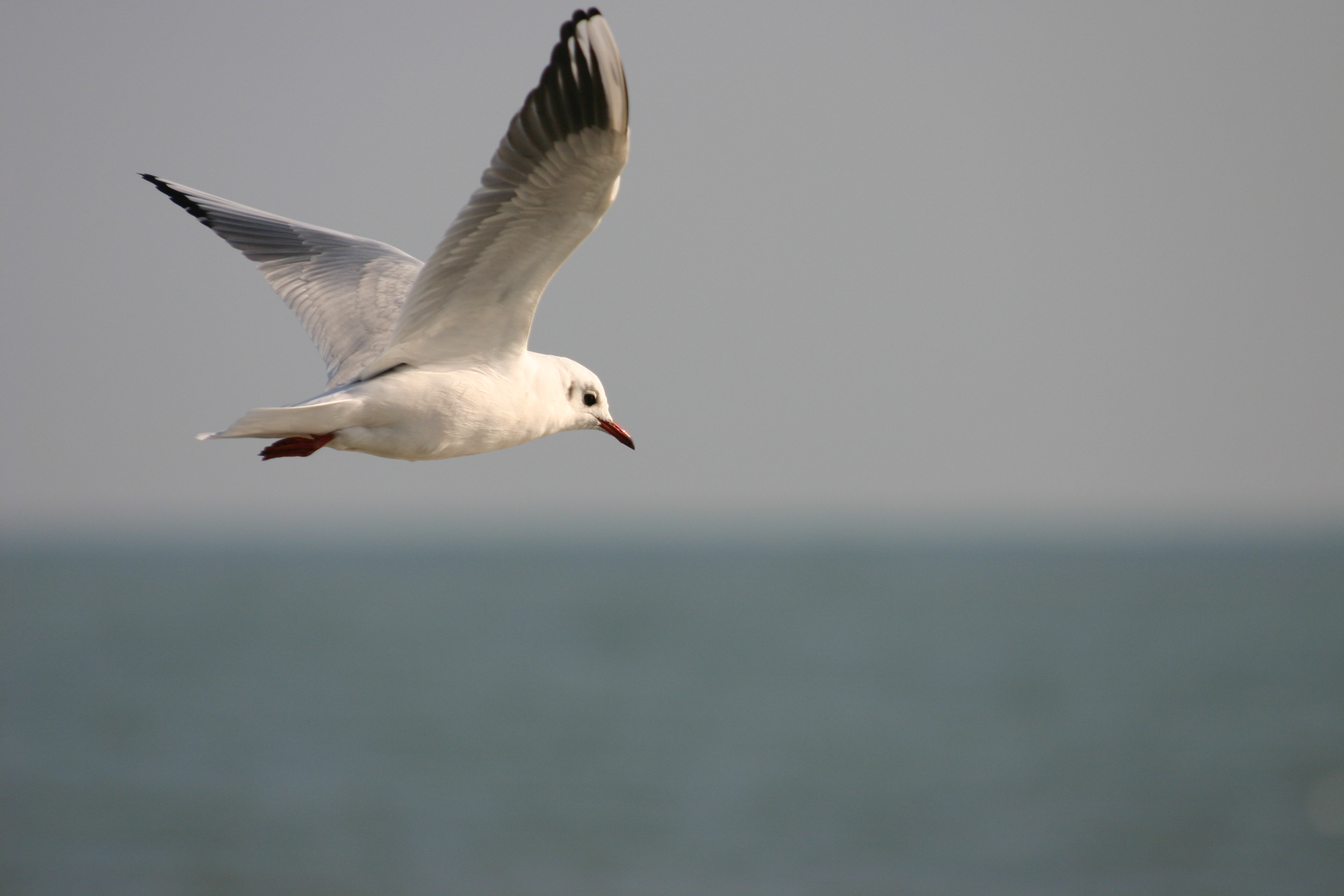
På den lilla ön Maracatoquã, utanför Honduras kust, håller en mås på att kosta Corto livet.

### 6. "À cause d’une mouette"
(Den här historien kom att få namnet "På grund av en måge" i dansk översättning och "Alt på grunn av en måke" i den norska albumutgåvan.)
Corto befinner sig i trångmål, på ön Maracatoquã utanför Honduras kust. Han försöker överleva en beskjutning från en dold krypskytt, samidigt som en mås som cirklar över hans huvud obarmhärtigt avslöjar alla hans (det vill säga Cortos) positionsförändringar. Till slut blir han träffad. Corto ligger utslagen på stranden och yrar under den heta solen, alltmedan krypskytten närmar sig. Det är en ung kvinna. Hon har uppenbarligen misstagit sig på Cortos identitet, något som nu uppdagas för henne. Hon ser till så att Corto blir förd till hennes gömstäle.
Corto återhämtar sig sakta men säkert, hans minne är fortsatt bristfälligt, och inte ens sitt eget namn lyckas han komma ihåg. Under en liten promenad blir han varse att en eldsvåda brutit ut inne i huset. Corto rusar till undsättning för att försöka rädda den unga kvinnan ur lågorna, och han upptäcker då någon som hotar honom med hans eget vapen. Corto avväpnar denne och låter elden göra resten, medan han för unga fröken i säkerhet. Hon heter Soledad Lokäarth, och ett familjedrama uppenbaras därefter. Detta inkluderar mord och hämnd, och falska rykten som spritts runt omkring henne för att ingen ska få veta sanningen. Hon och hennes närmaste blev tvungna att söka skydd på den här undangömda lilla ön för att försöka undslippa mordhotet.
Efter att ha upptäckt elden anländer polisen till ön. Corto och de andra måste fly, och han föreslår att de tar hans eget skepp. Men vad skulle han egentligen på den här ön att göra? Och vem är han? Han minns fortfarande inget. Den enda som minns något är måsen.

## Utgivning

### Originalutgivning
- De här seriehistorierna publicerades första gången i den franska serietidningen Pif Gadget, med följande publiceringsdatum:
  - "Tristan Bantam" i #58 (3 april 1970)
  - "Rendez-vous à Bahia" i #59 (10 april 1970)
  - "Samba avec Tir Fixe" i #66 (29 maj 1970)
  - "L’Aigle du Brésil" i #75 (31 juli 1970)
  - "…Et nous reparlerons des gentilshommes de fortune" i #82 (18 september 1970)
  - "À cause d'une mouette" i #89 (6 november 1970)

### Albumutgivning
De sex avsnitten har publicerats i album på en mängd olika sätt, i svart/vitt eller i färg, i fyrstripp eller i andra sidombrytningar. Nedan listas endast de första albumutgåvorna på respektive språk:
- (franska) 1971 – Corto Maltese, Publicness, sv/v, stort och liggande bokformat.
- (italienska) 1972 – Corto Maltese, Mondadori (Italien), sv/v. åtta historier.[2]
- (spanska) 1974 – Corto Maltese – Cita en Bahía, Pala (Spanien), färg, endast två historier – #1 & 2.[3]
  - (spanska) 1975 – Corto Maltés, Ediciones Récord (Argentina), sv/v. 327 sidor med "La balada del mar salado" samt åtta andra historier.
- (nederländska) 1980 – Corto Maltese 1, Panda, ep. #1 & 2.[4]
  - (nederländska) 1980 – Corto Maltese 1, Panda, ep. #3 & 4.[4]
  - (nederländska) 1980 – Corto Maltese 1, Panda, ep. #5 & 6.[4]
- (tyska) 1981 – Im Zeichen des Steinbocks, Carlsen (Tyskland).[5]
- (danska) 1982 – I stenbukkens tegn, Carlsen (Danmark), ep. #1, 2 & 3[6]
  - (danska) 1983 – Når vi taler om lykkeriddere …, Carlsen (1983), ep. #4, 5 & 6.[6]
- (portugisiska) 1982 – Sobo o Signo do Capricórnio, Edições 70 (Portugal/Brasilien), album 1 av 3.[7]
- (engelska) 1986 – The Brazilian Eagle, NBM (USA), sv/v, endast vissa historier.[8]
  - (engelska) 1986 – Banana Conga, NBM (USA), sv/v, bl.a. ep. #5 & 6.[8]
- (bokmål) 1990 – I stenbukkens tegn, Cappelen.[9]
- (svenska) 1992 – Äventyr i Karibien, Carlsen (Sverige), färg, ep. #1, 2 & 3.[10]
- (finska) 1996 – Kauriin merkin alla, Jalava (Finland).[11]
- (kroatiska) 1996 – Corto u znaku jarca, AntiBarbarus.[12]
- (serbiska) 2000 – Pod Gusarskom zastavom, Komuna.[13]
- (grekiska) 2004 – Στον Αστερισμό του Αιγόκερω, Μαμούθ Κόμιξ (Grekland), vissa episoder.[14]
  - (grekiska) 2007 – Ενας αετός στη ζούγκλα, Μαμούθ Κόμιξ (Grekland), andra episoder.[14]
- (katalanska) 2011 – Les llunyanes illes del vent, Norma (Spanien), färg.[3]

Den andra, svart-vita franska albumutgåvan från 1971 blev belönad med det första Prix Phénix-priset (utdelad av den franska serietidskriften Phénix) för bästa äventyrsserie.

## Animerad TV-serie
2003 hade den franskproducerade animerade TV-serien Corto Maltese premiär på franska Canal+, i regi av Richard Danto och Liam Saury. Året före presenterades den relaterade långfilmsproduktionen på 92 minuter med Corto Maltese i Sibirien som tema (franska: Corto Maltese: La Cour secrète des Arcanes).
Även TV-serien var tämligen troget baserad på handlingen i Pratts serieäventyr, med sammanlagt 22 avsnitt à cirka 20 minuter. Av de sex kapitlen i Sous le signe du Capricorne blev fyra TV-serieavsnitt, vilka 2004 även sändes på svenska Canal+ – i engelsk (!) dubbning. Det är också den engelska dubbningen som finns i den svensktextade DVD-samlingsboxen från 2006, där de fyra Sous le signe…-relaterade kapitlen fått namnen:
- "Äventyr i Karibien 1: Tristan Bantams hemlighet"
- "Äventyr i Karibien 2: Samba med prickskytten"
- "Äventyr i Karibien 3: Möte i Bahia"
- "Äventyr i Karibien 4: På tal om lyckoriddare"

De här fyra avsnitten baserar sig på handlingen i fem av de sex episoderna från seriealbumet. Avslutande "À cause d'une mouette" ('På grund av en mås') lämnas helt utanför TV-serieproduktionen. De animerade figurernas röster är i den franska originaldubben gjorda av bland andra Richard Berry (Corto Maltese), Patrick Bouchitey (Rasputin), Catherine Jacob (Ambiguïté) och Marie Trintignant (Gyllenmun).
De animerade episodernas längd på cirka 20 minuter kan jämföras med Hugo Pratts serieavsnitt, som är 19 eller 20 sidor långa.